# Valentin Pfeil
Valentin Paul Pfeil (* 17. Juli 1988) ist ein österreichischer Langstreckenläufer und Staatsmeister im Halbmarathon (2012, 2014, 2016) und über 10.000 m Straßenlauf (2012) sowie auf der Bahn (2016).

## Werdegang
Valentin Pfeil konnte in Österreich bereits mehrere Staatsmeistertitel auf verschiedenen Distanzen gewinnen.
Erstmals vertrat er Österreich international bei den Crosslauf-Europameisterschaften 2008. Dort belegte Pfeil den 54. Rang. 2009 qualifizierte er sich über 3000 m Hindernis für die U23-Europameisterschaften. Dort wurde er im Finale Zehnter in 8:59,34 min. Im Dezember 2010 nahm Pfeil erneut an den Crosslauf-Europameisterschaften in Albufeira (Portugal) teil.
Valentin Pfeil studierte Veterinärmedizin an der Veterinärmedizinischen Universität Wien. Das Studium schloss er 2016 mit einer Diplomarbeit zum Thema Biographien der gewählten Rektoren der veterinärmedizinischen Hochschule Wien 1975-2001 mit dem akademischen Grad „Mag. med. vet.“ ab. 2022 übernahm er die Tierklinik seiner Eltern in Steyr, die er seither als Geschäftsführer leitet.

### Staatsmeister 10 km und Halbmarathon 2012
Bei der Cross-WM der Studenten belegte Pfeil 2012 den 33. Platz. Im Herbst 2012 wurde Pfeil Staatsmeister über 10 km und im Halbmarathon. 2013 gewann er die Staatsmeisterschaften im Cross und verbesserte bei der KBC Night of Athletics in Heusden (Belgien) seine 5000-m-Bestzeit auf 14:03,58 min.
Beim Salzburger Jedermannlauf wurde er im Oktober 2014 mit einer Zeit von 1:06:28 h österreichischer Halbmarathon-Staatsmeister. Bei der Sommer-Universiade 2015 in Gwangju belegte er im Finale über die 5000 m den elften Rang. Pfeil ist in der Trainingsgruppe von Trainer Hubert Millonig.

### Marathon 2016
Am 10. April 2016 gab er beim Vienna City Marathon sein Debüt im Marathonlauf. Sein Ziel, unter dem bei 2:14 h angesetzten Limit für die Olympischen Sommerspiele 2016 in Rio de Janeiro zu bleiben, konnte er mit einer Endzeit von 2:16:37 h und einem 13. Platz als bester Österreicher nicht erreichen. Im Mai 2016 wurde er Staatsmeister über 10.000 m auf der Bahn. Im April 2017 konnte er den Vienna City Marathon als bester Europäer auf dem elften Rang beenden und sich damit die Qualifikation für die Leichtathletik-Weltmeisterschaften 2017 in London sichern.
Im Mai 2018 wurde Valentin Pfeil für das Marathon-Team bei den Leichtathletik-Europameisterschaften in Berlin (6. bis 12. August 2018) nominiert. Im September 2019 verpasste Valentin Pfeil beim Berlin-Marathon die Qualifikation für Olympia mit 2:14:17 h.

## Sportliche Erfolge
| Datum/Jahr    | Rang | Wettbewerb                                | Austragungsort | Distanz      | Zeit        | Bemerkung                                                                           |
| ------------- | ---- | ----------------------------------------- | -------------- | ------------ | ----------- | ----------------------------------------------------------------------------------- |
| 25. Aug. 2019 | 1    | SportScheck RUN Berlin                    | Berlin         | Halbmarathon | 01:04:06    | persönliche Bestleistung                                                            |
| 7. Apr. 2019  | 13   | Vienna City Marathon                      | Wien           | Marathon     | 02:12:55    | persönliche Bestleistung                                                            |
| 23. Apr. 2017 | 11   | Vienna City Marathon                      | Wien           | Marathon     | 02:14:49    | als bester Europäer die Qualifikation für die Weltmeisterschaft in London geschafft |
| 26. März 2017 | 2    | Staatsmeisterschaften Halbmarathon        | Graz           | Halbmarathon | 01:04:50    | Vizestaatsmeister beim „Graz-Halbmarathon“                                          |
| 2. Okt. 2016  | 1    | Staatsmeisterschaften Halbmarathon        | Salzburg       | Halbmarathon | 01:06:54    | Staatsmeister Halbmarathon beim „Jedermannlauf“                                     |
| 10. Juli 2016 | 71   | Leichtathletik-Europameisterschaften 2016 | Amsterdam      | Halbmarathon | 01:09:34    |                                                                                     |
| 5. Mai 2016   | 1    | Staatsmeisterschaften 10.000 m            | Ternitz        | 10.000 m     | 00:30:22,96 | Staatsmeister                                                                       |
| 10. Apr. 2016 | 13   | Vienna City Marathon                      | Wien           | Marathon     | 02:16:37    | Debüt über die Marathondistanz                                                      |
| 31. Dez. 2014 | 8    | Silvesterlauf                             | Peuerbach      | 6,8 km       | 00:19:37    |                                                                                     |
| 5. Okt. 2014  | 1    | Staatsmeisterschaften Halbmarathon        | Salzburg       | Halbmarathon | 01:06:28    | Staatsmeister beim „Jedermannlauf“                                                  |
| 8. Dez. 2013  | 61   | Crosslauf-Europameisterschaften 2013      | Belgrad        | 10 km        | 00:31:37    | die österreichische Mannschaft kam mit 228 Punkten auf den zehnten Platz            |
| 15. Sep. 2012 | 1    | Staatsmeisterschaften Straßenlauf 10 km   | Völkermarkt    | 10 km        | 00:31:16    | Staatsmeister 10-km-Straßenlauf                                                     |
| 1. Sep. 2012  | 1    | Staatsmeisterschaften Halbmarathon        | Wien           | Halbmarathon | 01:06:51    | Staatsmeister                                                                       |
| 12. Dez. 2010 | 47   | Crosslauf-Europameisterschaften 2010      | Albufeira      |              | 00:25:33    |                                                                                     |
| 13. Dez. 2009 | DNF  | Crosslauf-Europameisterschaften 2009      | Dublin         |              | –           |                                                                                     |
| 14. Dez. 2008 | 54   | Crosslauf-Europameisterschaften 2008      | Brüssel        |              | 00:26:43    |                                                                                     |

(DNF – Did Not Finish)